# Kawe (Insel)
Kawe (indonesisch Pulau Kawe) ist eine indonesische Insel in der Halmaherasee. 

## Geographie
Die unregelmäßig geformte und ca. 46 km² große Doppelinsel liegt im Nordwesten des Raja-Ampat-Archipels, etwa 15 km nordwestlich der Insel Waigeo. Drei Kilometer vor Kawes Westküste befindet sich das schmale Eiland Balakbalak (Pulau Balakbalak).
Die Insel Kawe besteht im Grunde aus zwei getrennten Landmassen, die lediglich durch einen schmalen Isthmus miteinander verbunden sind. Der kleinere Nordteil ist dicht bewaldet, der Südteil hügelig und eher spärlich bewachsen. Der mit 717 m höchste Punkt der Insel liegt im Süden von Kawe.